# ريجنالد إم. كرام
ريجنالد إم. كرام (بالإنجليزية: Reginald M. Cram)‏ هو عسكري أمريكي، ولد في 29 أبريل 1914 في نورثفيلد في الولايات المتحدة، وتوفي في 6 أغسطس 2004 في برلينغتون في الولايات المتحدة.